# Halle au blé d'Alençon
Pour les articles homonymes, voir Halle au blé.
La halle au blé est un édifice situé à Alençon, en France.

## Localisation
Le monument est situé à Alençon dans le département français de l'Orne, place Halle-au-Blé.

## Historique
La première pierre est posée le 18 juin 1806 et ouverte en 1812.
L'édifice subit un incendie et est reconstruit en 1836.
Une coupole métallique est installée en 1865. Les plans seraient l'œuvre de Gustave Eiffel.
L'édifice est inscrit au titre des monuments historiques depuis le 29 octobre 1975.